# Panna (Berg)
Die Panna (deutsch Panna, auch Jungfrau, 594 m) ist ein Kegelberg im rechtselbischen Böhmischen Mittelgebirge.

## Lage und Umgebung
Die Panna ist zwischen den Dörfern Třebušín (Triebsch) und Homole u Panny (Hummel) gelegen. Auf dem Gipfel befinden sich die kaum noch erkennbaren Reste einer mittelalterlichen Burg.

## Geschichte
Die Burg Panna ließ im Jahr 1421 Siegmund (auch Sigismund, Zikmund) von Wartenberg auf Tetschen errichten. Der Zweck der Burg war es, ein Gegengewicht zur nahegelegenen Kelchburg zu schaffen, die vom Hussitenführer Jan Žižka beherrscht wurde. Dieser versuchte im Jahre 1422 erfolglos, die Burg zu erobern. Ein Jahr später ließ Siegmund jedoch die Besatzung aufgeben, da die Stellung Žižkas in der Region zu übermächtig geworden war.
Nach dem Tod von Jan Žižka übernahm dessen Bruder Jaroslav die Burg. Dieser konnte sich bis 1437 halten; dann belagerten Truppen des Siegmund von Wartenberg – angeführt von Zbyněk Zajíc von Hazmburk – die Panna und konnten Jaroslav Žižkas Besatzung schließlich wegen deren Lebensmittelmangel zur Aufgabe zwingen.
Da zu dieser Zeit die radikalen Hussiten im Wesentlichen besiegt waren, hatte die Burg für die Wartenberger ihre Bedeutung verloren; der Verfall begann. Später muss sie jedoch noch genutzt worden sein, denn ihre endgültige Zerstörung soll im Dreißigjährigen Krieg 1630 durch schwedische Truppen erfolgt sein.

## Aussicht
Vom Gipfel erstreckt sich die Aussicht nach Osten zum Kalich (Kelchberg) und Sedlo (Hoher Geltsch) und nach Südwesten zum Trojhora (Dreiberg) und Dlouhý vrch (Langer Berg).

## Wege zum Gipfel
Der Berg ist von Řepčice auf einem gelb markierten Wanderweg zu besteigen, der streckenweise dem alten, zum Teil noch erhaltenen Burgweg entspricht.